# NGC 5289
NGC 5289 é uma galáxia espiral barrada (SBab) localizada na direcção da constelação de Canes Venatici. Possui uma declinação de +41° 30' 13" e uma ascensão recta de 13 horas, 45 minutos e 08,7 segundos.
A galáxia NGC 5289 foi descoberta em 9 de Abril de 1787 por William Herschel.